# مرویل
مرویل، روستایی از توابع بخش مرکزی شهرستان ملایر در استان همدان ایران است. مرویل در جنوب بزرگراه ملایر - اراک واقع است. مردم مرویل به زبان لری شمالی تکلم می‌کنند.

## جمعیت
این روستا در دهستان موزاران قرار دارد و براساس سرشماری مرکز آمار ایران در سال ۱۳۹۵، جمعیت آن ۳۳۹ نفر (۱۰۷خانوار) بوده است.